# Orosháza
Orosháza – miasto w południowo-wschodnich Węgrzech, w komitacie Békés, na Wielkiej Nizinie Węgierskiej. Liczy ponad 29,3 tys. mieszkańców (I 2011 r.).
W tym mieście rozwinął się przemysł szklarski, drzewny oraz spożywczy. Jest w nim stacja kolejowa Orosháza.

## Współpraca
- Carei, Rumunia
- Kuusankoski, Finlandia
- Băile Tuşnad, Rumunia
- Panjin, Chińska Republika Ludowa
- Llanes, Hiszpania